# Odkud přicházíme? Co jsme? Kam jdeme?
Odkud přicházíme? Co jsme? Kam jdeme? je obraz francouzského malíře Paula Gauguina. Je považován za jeho nejslavnější umělecké dílo a vrchol jeho tvůrčí práce. S rozměry téměř čtyři metry na šířku a více než jeden metr na výšku je také největším obrazem, který kdy Gauguin vytvořil.

## Vznik
Gauguin obraz Odkud přicházíme? Co jsme? Kam jdeme? vytvořil během čtyř týdnů na konci roku 1897 v chýši na Tahiti, kterou si sám postavil. Obraz má charakter závěti: Gauguin uvedl, že ho vytvořil s úmyslem poté spáchat sebevraždu. K důvodům patřila zpráva o smrti jeho dcery Aline, jeho zdraví poškozené syfilitidou a infarktem i trvalý a stále horší nedostatek peněz. Pokus o otravu arsenem však selhal.
Titul a alegorický charakter malby vyzdvihují základní otázky člověka o smyslu a cíli života, které Gauguina přes jeho antiklerikální postoje velmi zaměstnávaly. Předtím se zabýval teosofickými a esoterickými tématy, jež zpracoval v dílech jako Vidění po kázání (1888) a Duch mrtvých bdí (1892).

## Popis a výklad

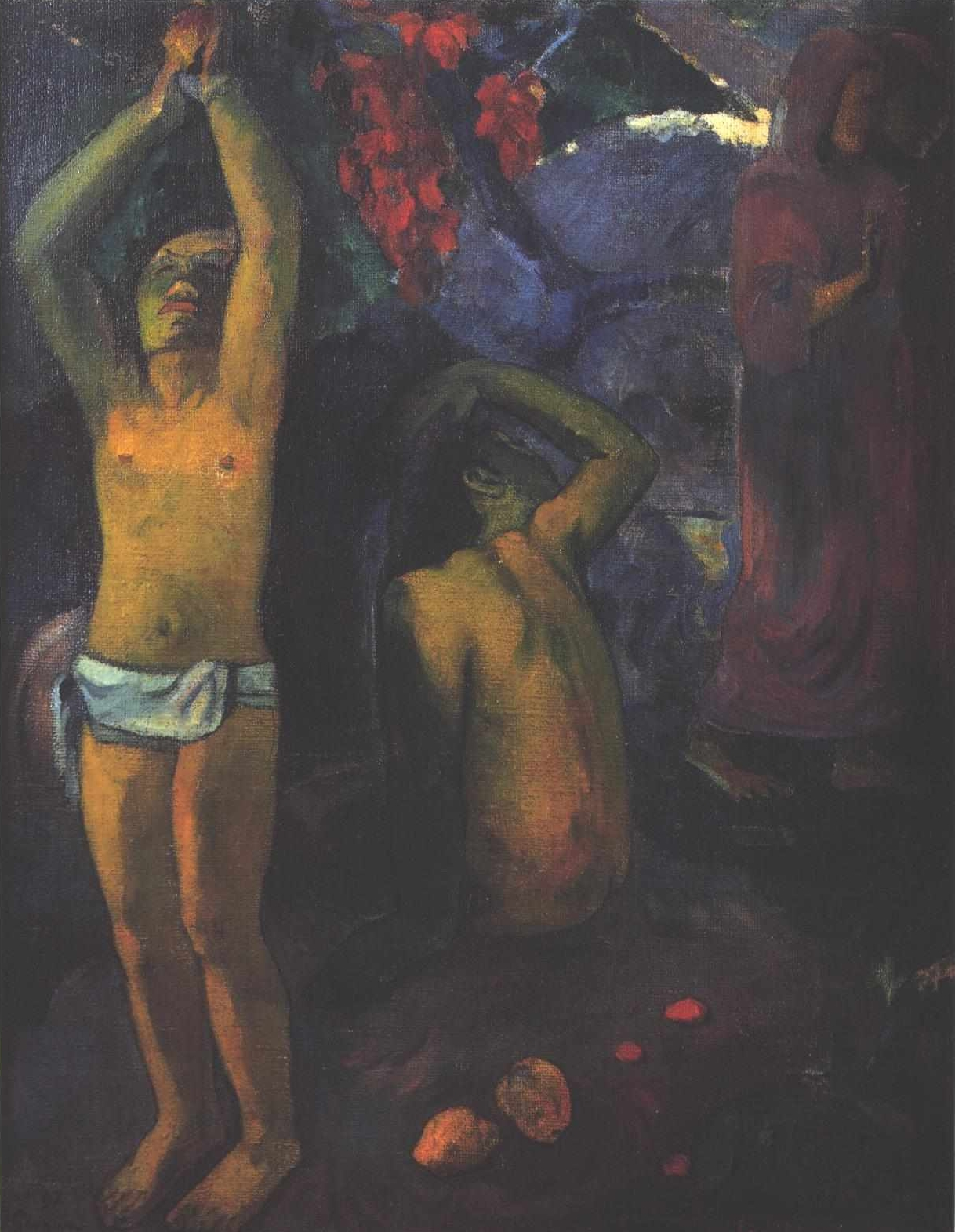
Tahiťan se zvednutýma rukama, 1897

Obraz je podle přání umělce potřeba číst zprava doleva. V levém horním rohu je nápis D'où Venones Nous  / Que Sommes Nous /  Où Allons Nous (bez otazníků běžně přidávaných při pojmenování malby). Gauguin sám uvedl, že nápis není ani tak titul jako spíš podpis. Vpravo se umělec podepsal P. Gauguin  / 1897.
Zobrazeni jsou stereotypizovaní, prvotní lidé ve třech různých fázích životního cyklu: od narození ve formě spícího kojence až po smrt v podobě staré ženy. Většina vyobrazených lidí je namalována jasně oranžovou barvou, která kontrastuje s modrozeleným pozadím.
Centrální a neúměrně velká je postava v nejlepších letech uprostřed obrazu, která s přirozenou lehkostí sahá po zralém rajském ovoci. Kompozice tohoto muže a tří dalších lidí v jeho blízkosti zcela odpovídá obrazu Tahiťana se zvednutýma rukama malovanému ve stejném roce 1897. Charakteristickým rysem malby je i řada dalších autocitací: Postava v melancholicky rezignovaném postoji se objevuje již na portrétu Bretaňské Evy (1889), osoba vedle ní evokuje postoj ženského modelu z díla Vairumati (1897).

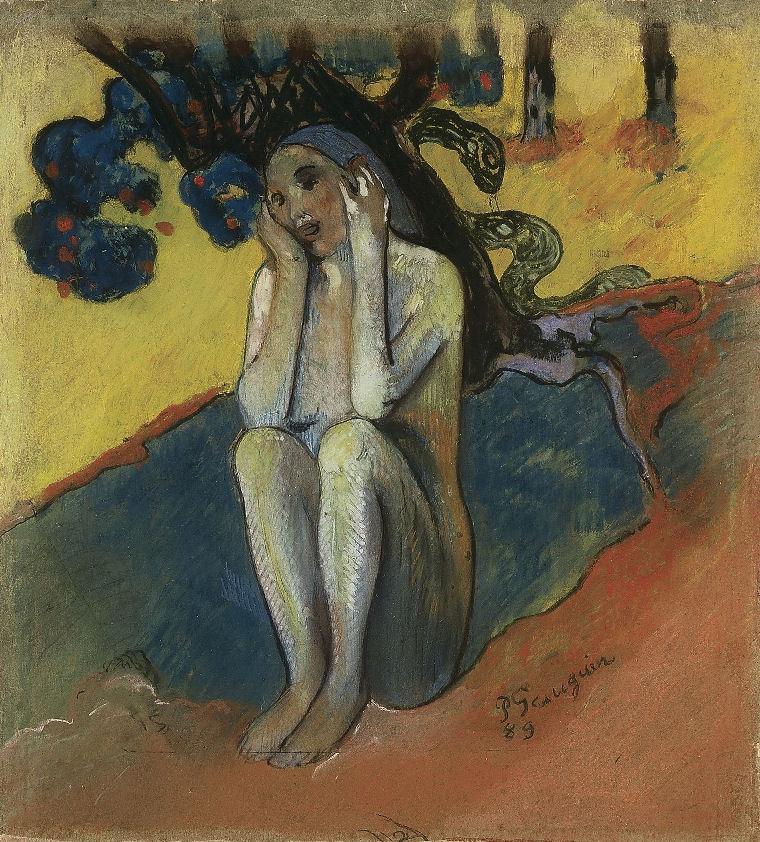
Bretaňská Eva, 1889
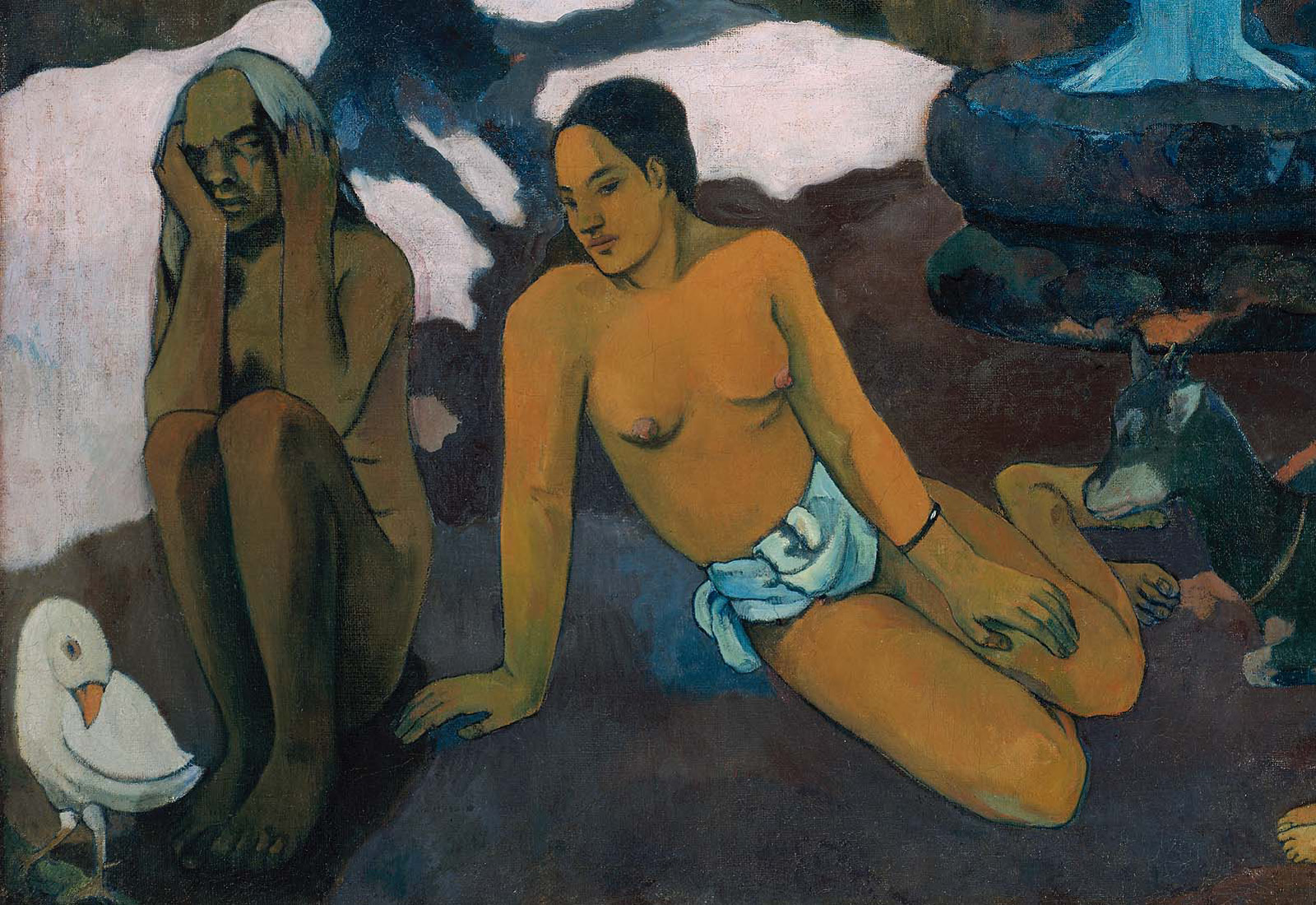
Detail obrazu Odkud pocházíme? Kdo jsme? Kam jdeme?
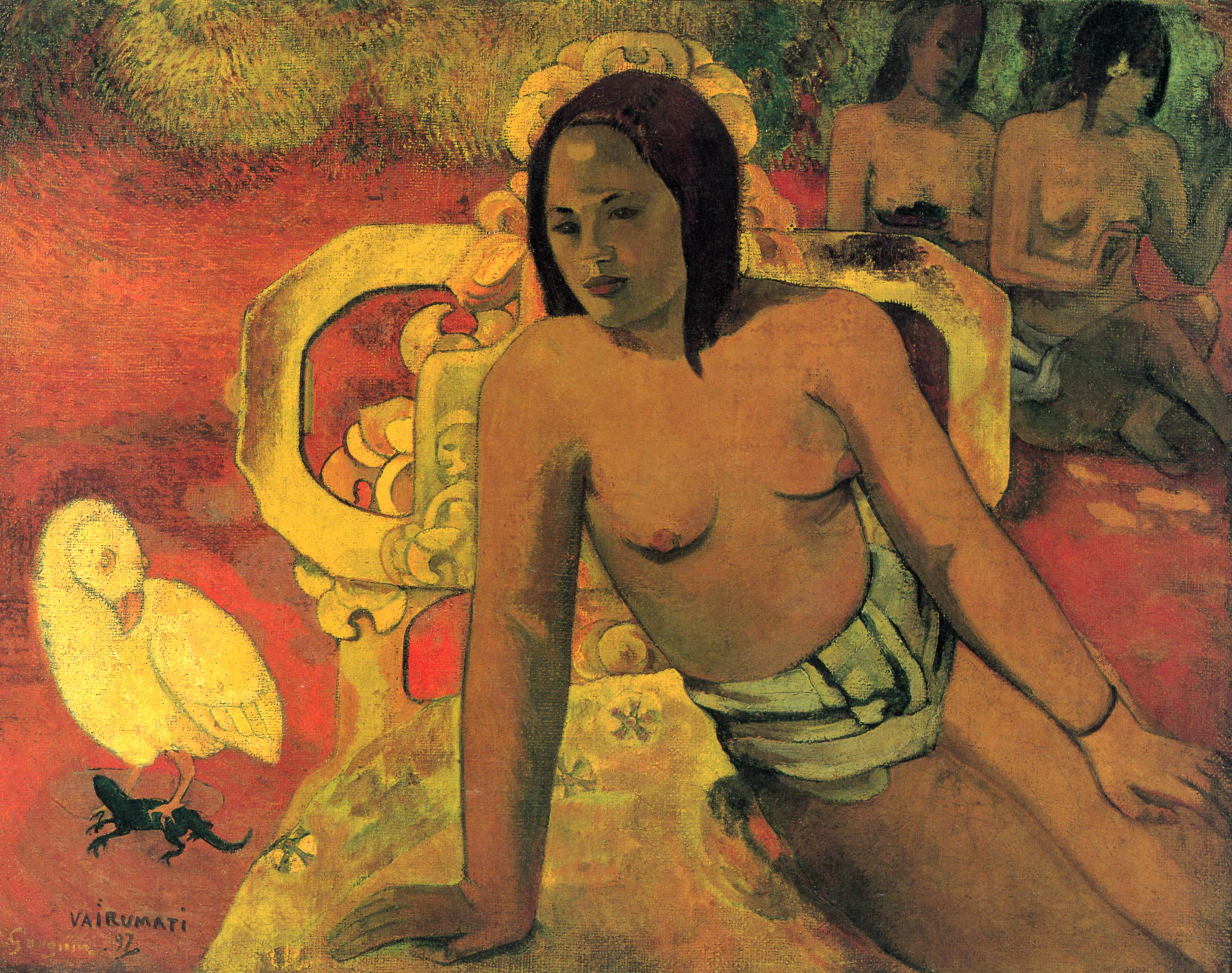
Vairumati, 1897
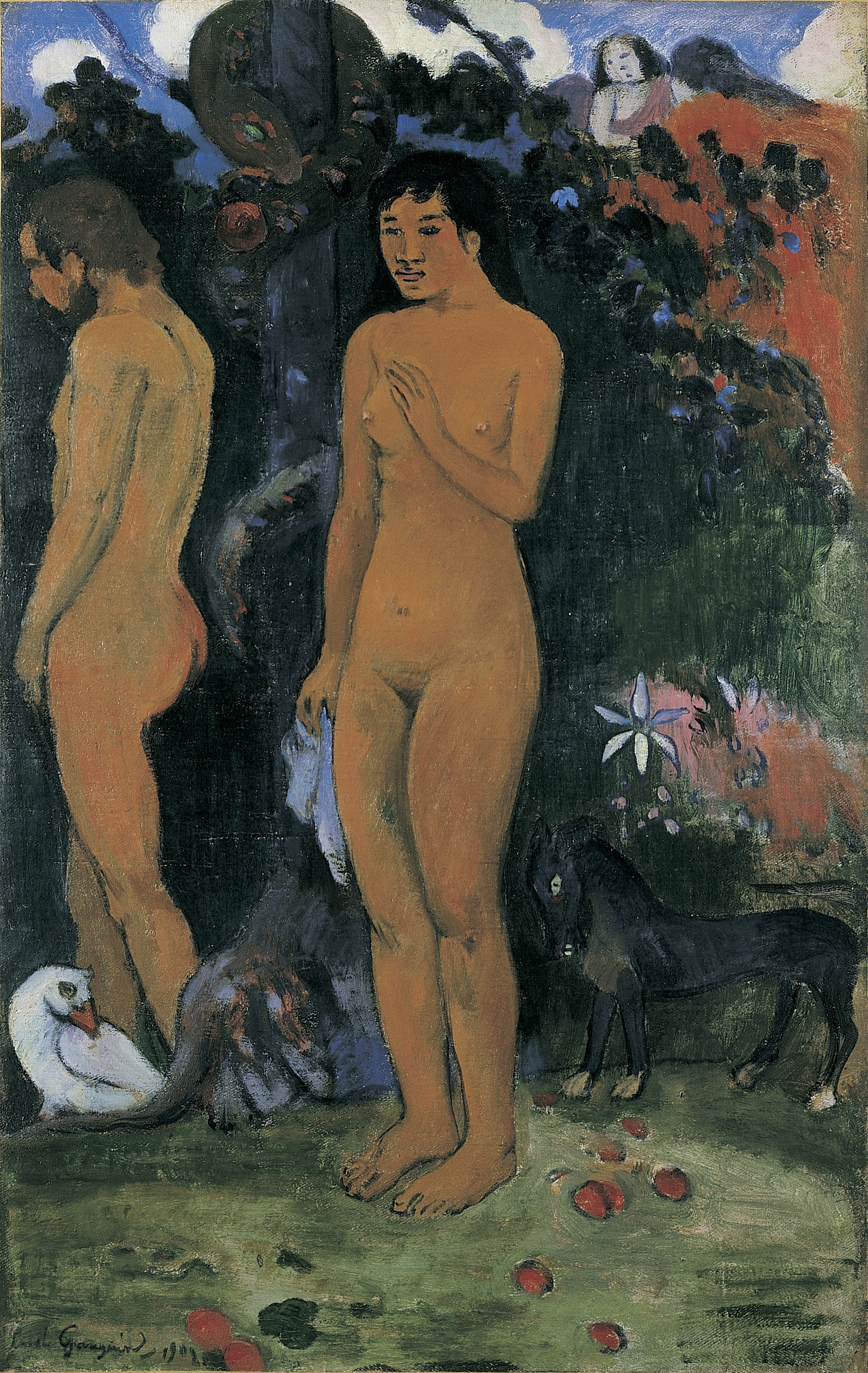
Adam a Eva, 1903

Napravo je černý pes, v jehož podobě se Gauguin sám často zobrazoval na svých obrazech. Bílý pták vlevo od staré ženy podle Gauguina znamená nicotnost prázdných slov (l'inutilité des vaines paroles), a je proto třeba ho chápat jako symbol vanitas. Vychází z motivu, který autor již použil v díle Vairumati a později znovu v pozdní alegorické práci Adam a Eva (1903). Modrou sochu v pozadí Gauguin popsal jako symbol zásvětí.

## Recepce a provenience
Odkud pocházíme? Kdo jsme? Kam jdeme? je dnes jedním z nejznámějších obrazů Pavla Gauguina a jednou z nejdůležitějších prací symbolismu. Krátce po dokončení v roce 1898 ho Gauguin poslal spřátelenému umělci a sběrateli Georgeovi-Danielovi de Monfreidovi, který ho předal Ambroisovi Vollardovi. V jeho galerii byl obraz mezi 17.  listopadem a 10. prosincem 1898 poprvé veřejně vystaven. Pak prošel rukama mnoha dalších evropských a amerických obchodníků s uměním. Od roku 1936 dílo vlastní Muzeum výtvarného umění v Bostonu.